# Karel Wakker
Karel F. Wakker (Rotterdam, 3 februari 1944 – 30 mei 2025) was een Nederlands ruimtevaartkundige en hoogleraar ruimtevaarttechniek die voor zijn emeritaat verbonden was aan de Technische Universiteit Delft. Tijdens zijn onderzoekscarrière heeft hij onderzoek verricht naar de baanmechanica van satellieten, aardkorstdeformaties en zeespiegelvariaties.

## Carrière
Wakker voltooide in 1967 zijn studie ruimtevaarttechniek aan de afdeling der vliegtuigbouwkunde van de Technische Hogeschool Delft cum laude. Vervolgens trad hij in dienst bij de Technische Hogeschool Delft waar hij in 1985 werd benoemd tot hoogleraar ruimtevaarttechniek. Het jaar erop werd de naam van de Hogeschool gewijzigd in de Technische Universiteit Delft waar hij in 1993 rector magnificus werd. Hij vervulde deze functie tot 2002 met een tussenpoos in de periode 1997-1998.
Na zijn aftreden als rector magnificus maakte Wakker de overstap naar de SRON Netherlands Institute for Space Research waar hij aangesteld werd als directeur, een functie die hij tot zijn pensioen vervulde. Tijdens zijn dienstverband bij de SRON bleef hij parttime verbonden aan de Technische Universiteit Delft, als hoogleraar. Inmiddels was Wakker doorgeschoven naar de leerstoel astrodynamica en geodynamica. In 2009 ging Wakker met emeritaat, maar na zijn pensioen bleef hij gastdocent. In 2011 is de planetoïde 1152 T-2 door de Internationale Astronomische Unie hernoemd naar 12160 Karelwakker. In 2018 was hij een van de ondertekenaars van het manifest Nieuw Klimaat Alarm.
Wakker overleed op 81-jarige leeftijd.

## Publicaties (selectie)
- K.F. Wakker, B. Herbergs & Mvan der Sanden (2002) Delfts goud: leven en werken van achttien markante hoogleraren, Technische Universiteit Delft: Delft
- K.F. Wakker, B. A. C. Ambrosius & L. Aardoom (1985). Orbit determination and European Station Positioning from satellite laser ranging, Volume 90, Issue B113, Pag. 9275–9283
- K.F. Wakker (1983). Analysis of POPSAT gravity model errors, Technische Universiteit Delft: Delft